# جوان هاريسون
جوان هاريسون (بالإنجليزية: Joan Harrison) (و. 1907 – 1994 م) هي منتجة أفلام، وكاتبة سيناريو، ومنتجة بريطانية، ولدت في غلدفورد، بدأت مشوارها المهني سنة 1939، توفيت في لندن، عن عمر يناهز 87 عاماً.

## التعليم
تعلمت في كلية سانت هيو.

## وصلات خارجية
- جوان هاريسون على موقع IMDb (الإنجليزية)
- جوان هاريسون على موقع ألو سيني (الفرنسية)
- جوان هاريسون على موقع تيرنر كلاسيك موفيز (الإنجليزية)
- جوان هاريسون على موقع أول موفي (الإنجليزية)
- جوان هاريسون على موقع قاعدة بيانات الأفلام السويدية (السويدية)
- جوان هاريسون على موقع قاعدة بيانات الفيلم (الإنجليزية)
- جوان هاريسون على موقع كينوبويسك (الروسية)